# Omegna
Omegna es una localidad y comune italiana de la provincia de Verbano-Cusio-Ossola, región de Piamonte.
En 2022, el municipio tenía una población de 14 311 habitantes. Es la tercera ciudad más poblada de la provincia, tras Verbania y Domodossola.
Se ubica en el extremo septentrional del lago de Orta.

## Historia
Se conoce la existencia de la localidad en documentos desde 1221, cuando los señores de Crusinallo entregaron el territorio a Novara.

## Evolución demográfica
| Gráfica de evolución demográfica de Omegna entre 1861 y 2001 |
|                                                              |
| Fuente ISTAT - elaboración gráfica de Wikipedia              |

## Deportes
- Fulgor Omegna